# 아르고 (영화)
아르고(영어: Argo)는 2012년 공개된 미국의 정치 스릴러 영화이다. 벤 애플렉이 감독하고, 크리스 테리오가 각본을 썼다. 이 영화는 미국 중앙정보국(CIA)의 구출 전문요원 토니 멘데스의 책 '더 마스터 오브 디즈가이즈(The Master of Disguise)'와 조슈아 베어맨의 2007년 '와이어드(Wired)'를 기초로 주 이란 미국 대사관 인질 사건에서 실제로 벌어진 인질구출작전(작전명: 캐나디안 케이퍼)을 바탕으로 만들어졌다.
벤 애플렉은 이 영화의 프로듀서, 감독으로 CIA 구출 전문요원으로 자신이 아들이 보고 있던 영화 '혹성탈출: 최후의 생존자'에서 힌트를 얻어 할리우드 영화 제작자들과 손을 잡고 인질로 잡혀있는 6명의 직원을 구출하기 위해 기상천외 작전을 세우는 토니 멘데스를 연기했다. 그 외에도 브라이언 크랜스톤, 알란 아킨과 존 굿맨, 빅터 가버가 출연한다. 영화는 미국에서 2012년 10월 12일 개봉하였다. 대한민국에서는 10월 31일 개봉되었으며, 제17회 부산 국제영화제 월드 시네마 부문에 초청되어 상영되었다. 또한 영화의 프로듀서로 벤 애플렉 외에도 그랜드 헤슬로브, 조지 클루니가 참여했다.
영화는 수많은 비평가로부터 찬사를 받으며, 2013년 미국 아카데미상 최우수 작품상, 각본상, 편집상 수상의 3관왕을 차지하였고, 알란 아킨은 남우조연상에 후보 지명되었다. 이외에도 골든 글로브상 4개 부문의 후보에 지명되어 영화/드라마 부문 최우수 작품상, 감독상을 수상했고, 아킨은 최우수 남우조연상에 후보 지명되었다. 미국 배우 조합상에서는 영화 부문 최우수 연기 캐스팅상을 수상하였고, 아킨은 최우수 남우조연상에 후보 지명되었다. 영국 아카데미상(BAFTA)에서 최우수 작품상, 편집상, 감독상을 수상하였고, 애플렉은 배우로써 남우주연상에 후보 지명되었다.

## 줄거리
1979년 이란 혁명 때, 테헤란의 미국 대사관이 시위대에 점령당하고 외교관들이 인질로 잡힌다. 탈출한 미국 외교관 6명이 캐나다 외교관 켄 테일러(빅터 가버 분)의 집으로 피신한다. 미국 정부는 그들을 이란으로부터 탈출시킬 계획을 하고, CIA 구출 전문요원인 토니 멘데스(벤 애플렉 분)는 외교관과 요원들을 캐나다의 영화 스태프로 위장시켜 이란에 로케이션 헌팅을 하러 간 것처럼 꾸미는 계획을 세우는데...

## 출연진
- 벤 애플렉 - 토니 멘데스 역
- 브라이언 크랜스턴 - 잭 오도널 역
- 앨런 아킨 - 레스터 시걸 역
- 존 굿먼 - 존 체임버스 역
- 카일 챈들러 - 해밀턴 조던 역
- 빅터 가버 - 켄 테일러 역
- 테이트 도너번 - 밥 앤더스 역
- 로리 코크레인 - 리 섀츠 역
- 클레어 듀발 - 코라 리예크 역
- 크리스토퍼 데넘 - 마크 리예크 역
- 스쿠트 맥네리 - 조 스태퍼드 역
- 케리 비셰 - 캐시 스태퍼드 역
- 테일러 실링 - 크리스틴 멘데스 역
- 실라 밴드 - 사하르 역

## 수상 및 후보 정보
| 상                                                   | 부문                                   | 수상자                                                | 결과 |
| ---------------------------------------------------- | -------------------------------------- | ----------------------------------------------------- | ---- |
| 미국 아카데미상                                      | 최우수 작품상                          | 그랜트 헤슬로브, 벤 애플렉, 조지 클루니               | 수상 |
| 미국 아카데미상                                      | 최우수 남우조연상                      | 알란 아킨                                             | 후보 |
| 미국 아카데미상                                      | 최우수 각본상                          | 크리스 테리오                                         | 수상 |
| 미국 아카데미상                                      | 최우수 편집상                          | 월리엄 골든버그                                       | 수상 |
| 미국 아카데미상                                      | 최우수 음향효과상                      | 에릭 아달, 에단 단 더 린E                             | 후보 |
| 미국 아카데미상                                      | 최우수 음향상                          | 존 T. 레이츠, 그레그 루드로프, 조스 안토니오 가르시아 | 후보 |
| 미국 아카데미상                                      | 최우수 음악상                          | 알렉상드르 데스플라                                   | 후보 |
| AFI 어워드(미국 영화 기관)                           | 올해의 TOP 10 영화상                   | 그랜트 헤슬로브, 벤 애플렉, 조지 클루니               | 수상 |
| AACTA 어워드                                         | 최우수 작품상                          |                                                       | 후보 |
| AACTA 어워드                                         | 최우수 감독상                          | 벤 애플렉                                             | 후보 |
| AACTA 어워드                                         | 최우수 각본상                          | 크리스 테리오                                         | 후보 |
| 영국 아카데미상(BAFTA)                               | 최우수 작품상                          | 그랜트 헤슬로브, 벤 애플렉, 조지 클루니               | 수상 |
| 영국 아카데미상(BAFTA)                               | 최우수 감독상                          | 벤 애플렉                                             | 수상 |
| 영국 아카데미상(BAFTA)                               | 최우수 각본상                          | 크리스 테리오                                         | 후보 |
| 영국 아카데미상(BAFTA)                               | 최우수 남우주연상                      | 벤 애플렉                                             | 후보 |
| 영국 아카데미상(BAFTA)                               | 최우수 남우조연상                      | 알란 아킨                                             | 후보 |
| 영국 아카데미상(BAFTA)                               | 최우수 음악상                          | 알렉상드르 데스플라                                   | 후보 |
| 영국 아카데미상(BAFTA)                               | 최우수 음향효과상                      | 윌리엄 골든버그                                       | 수상 |
| 세자르 어워드                                        | 최우수 해외 영화상                     | 벤 애플렉                                             | 수상 |
| 크리틱스 초이스 영화상(미국 방송 영화 비평가 협회상) | 최우수 작품상                          | 그랜트 헤슬로브, 벤 애플렉, 조지 클루니               | 수상 |
| 크리틱스 초이스 영화상(미국 방송 영화 비평가 협회상) | 최우수 남우조연상                      | 알란 아킨                                             | 후보 |
| 크리틱스 초이스 영화상(미국 방송 영화 비평가 협회상) | 최우수 연기 앙상블상                   | 모든 출연 배우                                        | 후보 |
| 크리틱스 초이스 영화상(미국 방송 영화 비평가 협회상) | 최우수 감독상                          | 벤 애플렉                                             | 수상 |
| 크리틱스 초이스 영화상(미국 방송 영화 비평가 협회상) | 최우수 각본상                          | 크리스 테리오                                         | 후보 |
| 크리틱스 초이스 영화상(미국 방송 영화 비평가 협회상) | 최우수 편집상                          | 윌리엄 골든버그                                       | 후보 |
| 크리틱스 초이스 영화상(미국 방송 영화 비평가 협회상) | 최우수 음악상                          | 알렉상드르 데스플라                                   | 후보 |
| 디트로이트 영화 비평가 협회상                        | 최우수 작품상                          |                                                       | 후보 |
| 디트로이트 영화 비평가 협회상                        | 최우수 감독상                          | 벤 애플상                                             | 후보 |
| 디트로이트 영화 비평가 협회상                        | 최우수 앙상블상                        |                                                       | 후보 |
| 도리안 어워드                                        | 올해의 영화상                          |                                                       | 수상 |
| 골든 글로브상                                        | 영화/드라마 부문 최우수 작품상         |                                                       | 수상 |
| 골든 글로브상                                        | 영화/드라마 부문 최우수 남우조연상     | 알란 아킨                                             | 후보 |
| 골든 글로브상                                        | 영화/드라마 부문 최우수 감독상         | 벤 애플렉                                             | 수상 |
| 골든 글로브상                                        | 영화/드라마 부문 최우수 각본상         | 크리스 테리오                                         | 후보 |
| 골든 글로브상                                        | 최우수 음악상                          | 알렉상드르 데스플라                                   | 후보 |
| 그래미상                                             | 최우수 음악 사운드트랙 비쥬얼 미디어상 | 알렉상드르 데스플라                                   | 후보 |
| 인터내셔널 영화 음악 비평가 협회상                   | 올해의 영화 작곡가상                   | 알렉상드르 데스플라                                   | 후보 |
| 로스앤젤레스 영화 비평가 협회상                      | 최우수 각본상                          | 크리스 테리오                                         | 수상 |
| MTV 무비 어워드                                      | 최고의 남자배우상                      | 벤 애플렉                                             | 후보 |
| 내셔널 보드 오브 리뷰(전미 비평가 위원회)            | TOP 10 영화 선정                       | 그랜트 헤슬로브, 벤 애플렉, 조지 클루니               | 수상 |
| 내셔널 보드 오브 리뷰(전미 비평가 위원회)            | 영화 제작자 스페셜 업적상              | 벤 애플렉                                             | 수상 |
| 내셔널 보드 오브 리뷰(전미 비평가 위원회)            | 스포트라이트상                         | 존 굿맨                                               | 수상 |
| 네바다 영화 비평가 협회상                            | 최우수 작품상                          |                                                       | 수상 |
| 네바다 영화 비평가 협회상                            | 최우수 감독상                          | 벤 에플렉 공동 수상 캐서린 비글로우 제로 다크 서티"   | 수상 |
| 뉴욕 온라인 영화 비평가 협회상                       | 최우수 앙상블 캐스팅상                 | 모든 출연 배우                                        | 수상 |
| 피닉스 영화 비평가 협회상                            | Top 10 영화 선정                       |                                                       | 수상 |
| 피닉스 영화 비평가 협회상                            | 최우수 감독상                          | 벤 애플렉                                             | 후보 |
| 피닉스 영화 비평가 협회상                            | 최우수 앙상블 연기상                   |                                                       | 후보 |
| 피닉스 영화 비평가 협회상                            | 최우수 각본 각색상                     |                                                       | 수상 |
| 피닉스 영화 비평가 협회상                            | 최우수 영화 편집상                     |                                                       | 수상 |
| 미국 감독 조합상                                     | 최우수 감독상                          | 벤 애플렉                                             | 수상 |
| 미국 감독 조합상                                     | 최우수 작품상                          | 그랜트 헤슬로브, 벤 애플렉, 조지 클루니               | 수상 |
| 스크린 액터 길드 어워드(미국 배우 조합상)            | 영화 부문 최우수 남자조연배우상        | 알란 아킨                                             | 후보 |
| 스크린 액터 길드 어워드(미국 배우 조합상)            | 영화 부문 최우수 연기 캐스팅상         | 모든 출연 배우                                        | 수상 |
| 샌디에이고 영화 비평가 협회상                        | 최우수 작품상                          |                                                       | 수상 |
| 샌디에이고 영화 비평가 협회상                        | 최우수 감독상                          | 벤 애플렉                                             | 수상 |
| 샌디에이고 영화 비평가 협회상                        | 최우수 남우조연상                      | 알란 아킨                                             | 후보 |
| 샌디에이고 영화 비평가 협회상                        | 최우수 각본상                          | 크리스 테리오                                         | 수상 |
| 샌디에이고 영화 비평가 협회상                        | 최우수 편집상                          | 월리엄 골든버그                                       | 수상 |
| 샌디에이고 영화 비평가 협회상                        | 최우수 프로덕션 디자인(미술)상         | 샤론 세이모어                                         | 후보 |
| 샌디에이고 영화 비평가 협회상                        | 최우수 음악상                          | 알렉상드르 데스플라                                   | 후보 |
| 샌디에이고 영화 비평가 협회상                        | 최우수 앙상블 연기상                   |                                                       | 후보 |
| 새틀라이트상(국제비평가협회상)                       | 최우수 작품상                          |                                                       | 후보 |
| 새틀라이트상(국제비평가협회상)                       | 최우수 감독상                          | 벤 애플렉                                             | 후보 |
| 새틀라이트상(국제비평가협회상)                       | 최우수 각본상                          | 크리스 테리오                                         | 후보 |
| 새틀라이트상(국제비평가협회상)                       | 최우수 음악상                          | 알렉상드르 데스플라                                   | 수상 |
| 새턴상                                               | 최우수 호러/스릴러 영화상              |                                                       | 후보 |
| 세인트루이스 게이트웨이 영화 비평가 협회상           | 최우수 작품상                          |                                                       | 수상 |
| 세인트루이스 게이트웨이 영화 비평가 협회상           | 최우수 감독상                          | 벤 애플렉                                             | 수상 |
| 세인트루이스 게이트웨이 영화 비평가 협회상           | 최우수 남우조연상                      | 알란 아킨                                             | 후보 |
| 세인트루이스 게이트웨이 영화 비평가 협회상           | 최우수 남우조연상                      | 존 굿맨                                               | 후보 |
| 세인트루이스 게이트웨이 영화 비평가 협회상           | 최우수 각본상                          |                                                       | 후보 |
| 워싱턴 D. C. 아레아 영화 비평가 협회상               | 최우수 작품상                          |                                                       | 후보 |
| 워싱턴 D. C. 아레아 영화 비평가 협회상               | 최우수 감독상                          | 벤 애플렉                                             | 후보 |
| 워싱턴 D. C. 아레아 영화 비평가 협회상               | 최우수 남우조연상                      | 알란 아킨                                             | 후보 |
| 워싱턴 D. C. 아레아 영화 비평가 협회상               | 최우수 연기 앙상블상                   |                                                       | 후보 |
| 워싱턴 D. C. 아레아 영화 비평가 협회상               | 최우수 각본상                          |                                                       | 후보 |
| 미국 작가 조합상                                     | 최우수 각본상                          | 크리스 테리오                                         | 수상 |